# Латвійсько-польські відносини
Латвійсько-польські відносини — двосторонні дипломатичні відносини між Латвією та Польщею.

## Історія
Після закінчення Першої світової війни незабаром почалося співробітництво польських та латвійських військ проти Червоної армії (Бої за Даугавпілс).
27 січня 1921 Польща визнала незалежність Латвії. Потім обидві країни розпочали офіційні дипломатичні відносини (спроба їх активізації угодою 1922 залишилася безуспішною), перервані поразкою польської держави у польській оборонній війні 1939. Латвія мала посольство у Варшаві (1920—1939) та консульство у Вільнюсі (1923—1940), посольство Польщі у Ризі та консульство у Даугавпілсі (1920—1939).
Під тиском СРСР Латвія розірвала дипломатичні відносини з польським урядом у вигнанні.
У 1945—1990 політичні відносини підтримували емігранти з обох країн.
Після розпаду Радянського Союзу обидві країни відновили дипломатичні відносини, офіційно підтверджені 30 серпня 1991.
В даний час у Латвії є власне посольство у Варшаві, а також три почесні консульства (у Катовіце, Гданську та Лодзі). Польща, з іншого боку, має одне дипломатичне представництво у Латвії, а саме посольство у Ризі. У Латвії проживає велика польська меншина, яка налічує близько 53 000 осіб (2009). Більшість із них мають латвійське громадянство.
Дипломатичні відносини між країнами дуже розвинені завдяки спільному членству обох країн у Європейському Союзі, НАТО та Раді держав Балтійського моря.
У 1993 Польща передала Латвії буксир Н-18, озброєння та обмундирування.